# Айдарский ихтиологический заказник (Старобельский район)
Айда́рский зака́зник — один из объектов природно-заповедного фонда Луганской области, ихтиологический заказник местного значения.

## Расположение
Ихтиологический заказник расположен в Старобельском районе Луганской области. Занимает участок реки Айдар на север от села Лиман до границы с Новопсковским районом. Координаты 49° 23' 25" с. ш., 38° 57' 15" в. д..

## История
Ихтиологический заказник местного значения «Айдарский» в Старобельском районе основан решением Луганского областного совета народных депутатов № 4/19 от 15 декабря 1998 года.

## Общая характеристика
Площадь ихтиологического заказника «Айдарский» составляет 158,4 га. Заказник имеет большое значение для сохранения популяций рыб, что поднимаются на нерест из Северского Донца и Дона.

## Ихтиофауна
На участке реки Айдар, входящей в заказник, обитают редкие виды рыб, занесённые в Красную книгу Украины: минога украинская, вырезуб и елец Данилевского.